# Мушан
Муша́н (фр. Mouchan) — коммуна во Франции, находится в регионе Юг — Пиренеи. Департамент — Жер. Входит в состав кантона Кондом. Округ коммуны — Кондом.
Код INSEE коммуны — 32292.

## География
Коммуна расположена приблизительно в 580 км к югу от Парижа, в 100 км западнее Тулузы, в 37 км к северо-западу от Оша.
По территории коммуны протекают реки Ос и Невер.

## Климат
Климат умеренно-океанический. Лето жаркое и немного дождливое, температура часто превышает 35 °С. Зимой часто бывает отрицательная температура и ночные заморозки. Годовое количество осадков — 700—900 мм.

## Население
Население коммуны на 2010 год составляло 433 человека.
| 1962 | 1968 | 1975 | 1982 | 1990 | 1999 | 2010 |
| ---- | ---- | ---- | ---- | ---- | ---- | ---- |
| 507  | 440  | 385  | 340  | 364  | 365  | 433  |

## Администрация
| Период | Период | Фамилия           | Партия                            | Примечания |
| ------ | ------ | ----------------- | --------------------------------- | ---------- |
| 2001   | 2020   | Кристьян Туэ-Рюмо | Охота, рыбалка, природа, традиции |            |

## Экономика
В 2010 году среди 280 человек трудоспособного возраста (15-64 лет) 232 были экономически активными, 48 — неактивными (показатель активности — 82,9 %, в 1999 году было 71,0 %). Из 232 активных жителей работали 213 человек (110 мужчин и 103 женщины), безработных было 19 (8 мужчин и 11 женщин). Среди 48 неактивных 21 человек были учениками или студентами, 17 — пенсионерами, 10 были неактивными по другим причинам.

## Достопримечательности
- Церковь Св. Аустрегизила[фр.] (XI век). Исторический памятник с 1921 года[4]

## Фотогалерея

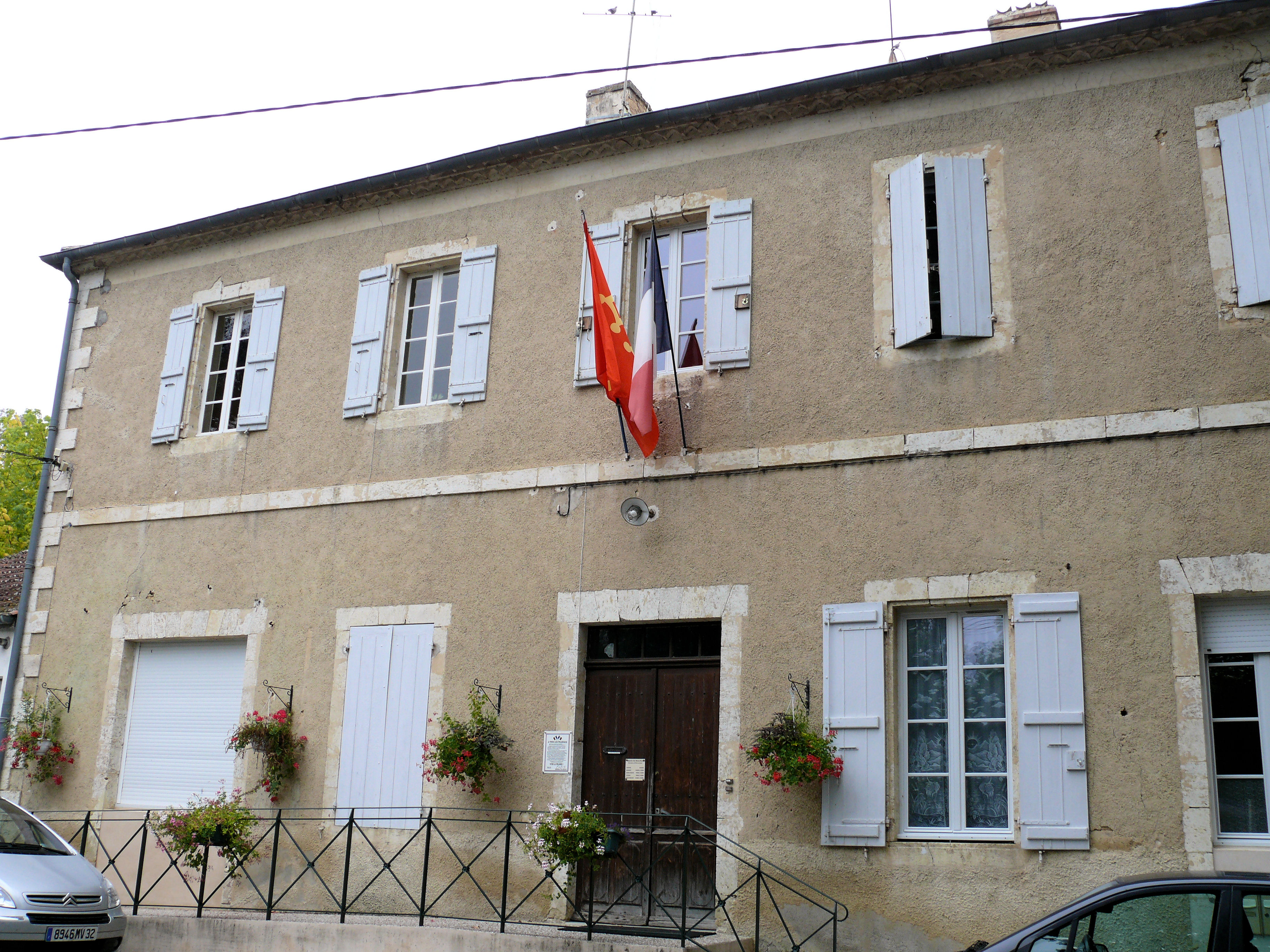
Мэрия
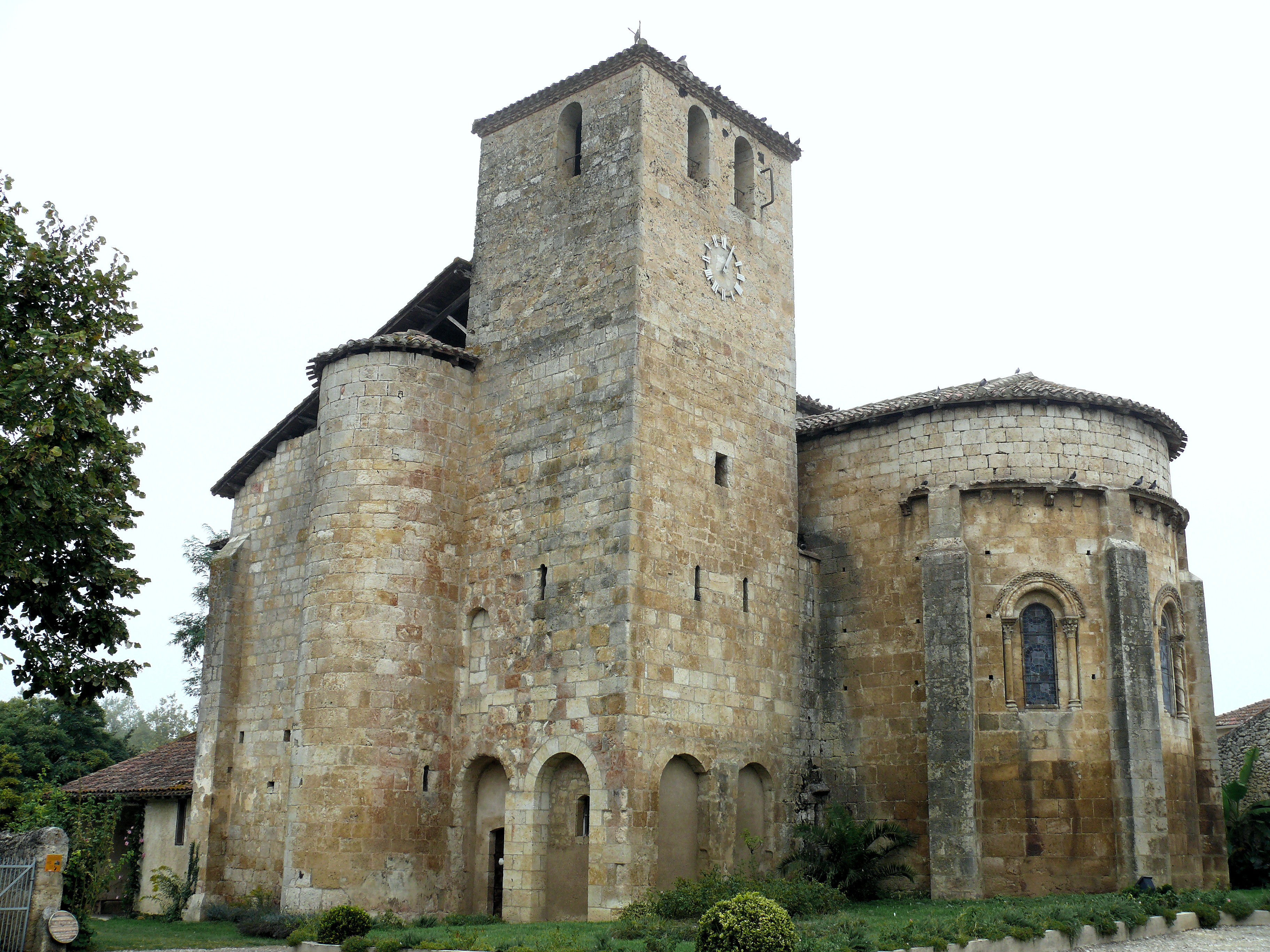
Церковь Св. Аустрегизила
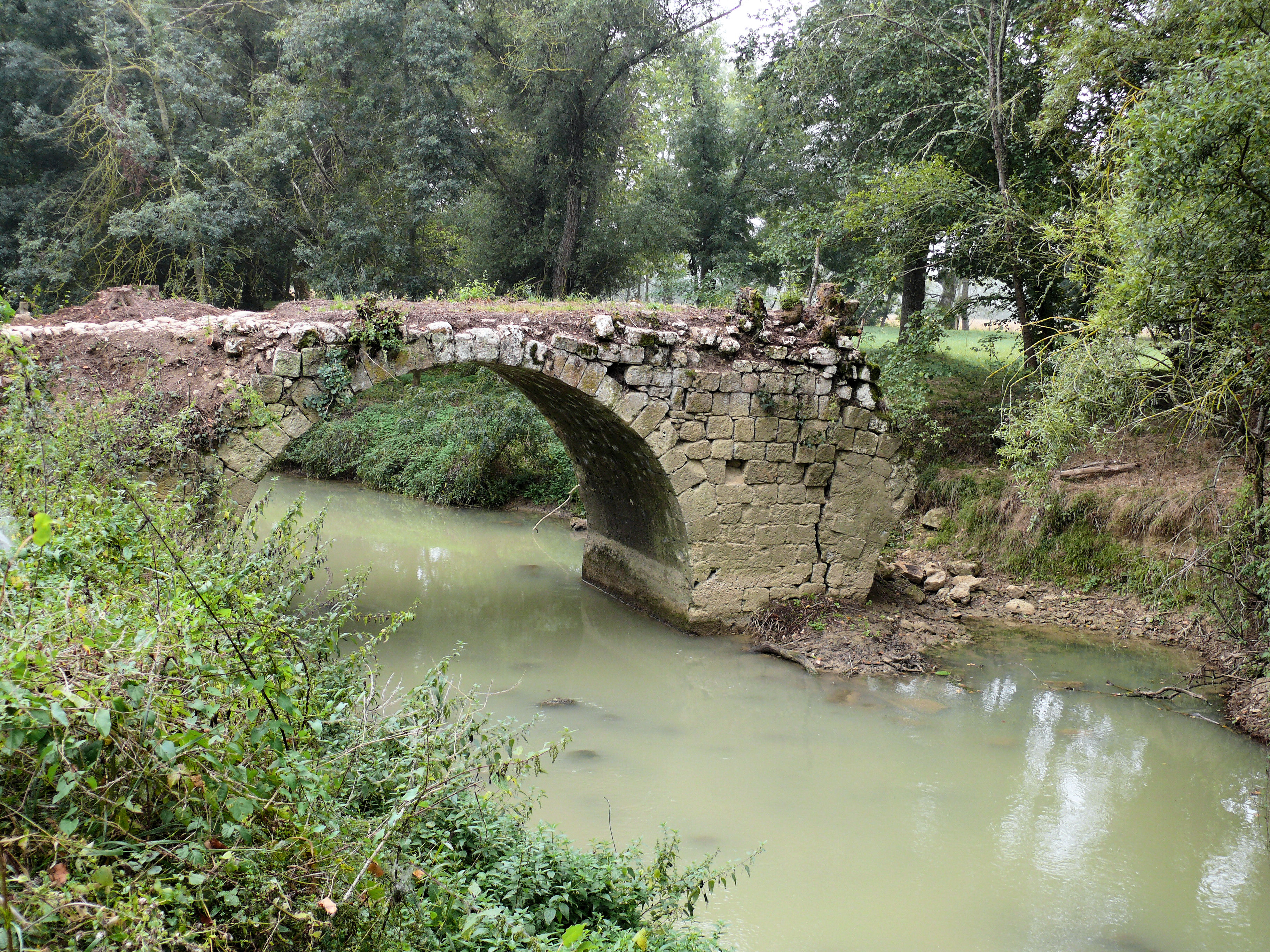
Римский мост
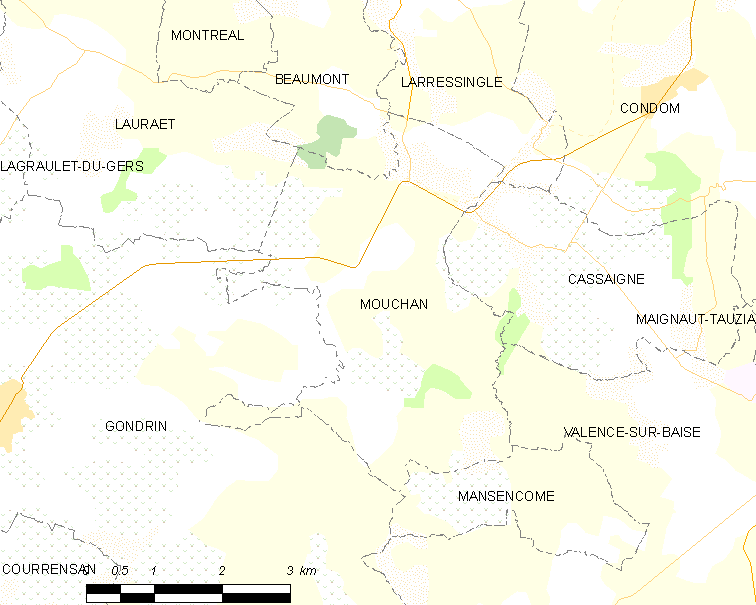
Карта коммуны